# New Era (Dayton)
New Era is een historisch merk van motorfietsen.
De bedrijfsnaam was: New Era Autocycle Co., Dayton (Ohio).
Amerikaans merk dat ergens tussen 1906 en 1910 begon met de productie van motorfietsen. Het waren bijzondere modellen met open frames, het motorblok onder het zadel en de tank boven het achterwiel. De aandrijving geschiedde door een 546cc-eencilinder zijklepmotor.
De productie eindigde in 1913, hoewel er ook bronnen zijn die vermelden dat deze machines van 1920 tot 1922 gemaakt werden. Dat is overigens wel het geval van het Britse merk met dezelfde naam.